# Svetlana Toma
Pour les articles homonymes, voir Toma.
Svetlana Toma (en roumain) ou Svetlana Andreïevna Fomitcheva (russe : Светлана Андреевна Фомичёва), née le 24 mai 1947 à Chişinău, est une actrice moldo–russe.

## Biographie
Elle a étudié à l'Institut des Arts de Chișinău (1965-1969). En 1966, alors étudiante, elle est remarquée par Emil Loteanu qui l'engage pour jouer le rôle de la bergère Ioana dans le film Les Clairières rouges, produit par “Moldova-film”.

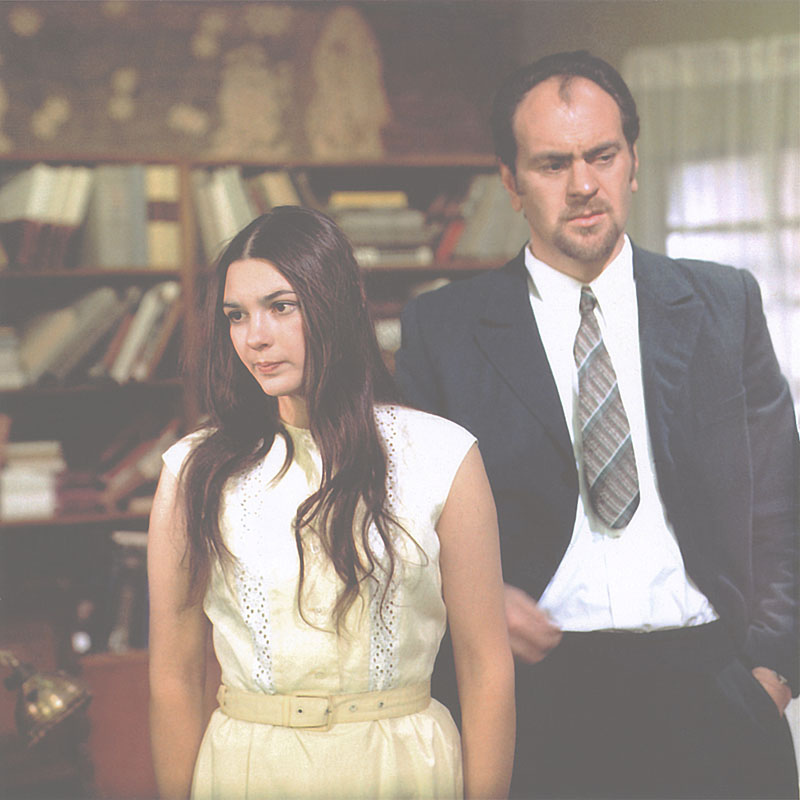
Svetlana Toma et Ion Ungureanu en 1970.

À l'issue de ses études en 1969, Svetlana épouse Oleg Latchine, camarade de promotion, également russe de Moldavie et acteur de théâtre. Ensemble ils jouent aux théâtres d'état de Bălți et de Tiraspol mais peu après Oleg meurt tragiquement et Svetlana restée veuve est engagée au théâtre dramatique russe Anton Tchekhov de Chișinău. De son mariage est issue Irina Latchina, née à Bălți, devenue une actrice russe notable par la suite.

## Filmographie partielle
- 1966 : Les Clairières rouges (Красные поляны) d'Emil Loteanu : Joanna
- 1968 : Cadavre vivant (Живой труп) de Vladimir Vengerov : Macha
- 1976 : Les Tsiganes montent au ciel d'Emil Loteanu : Rada
- 1978 : Un accident de chasse (Мой ласковый и нежный зверь) d'Emil Loteanu : Tina
- 1983 : Anna Pavlova (Анна Павлова) d'Emil Loteanu : mère d'Anna Pavlova
- 1984 : Le Capitaine Fracasse (Капитан Фракасс) de Vladimir Saveliev : Séraphina
- 1999 : L'Admirateur (Поклонник) de Nikolaï Lebedev : Marguerite Borisovna
- 2003 : Pauvre Nastia (Bednaïa Nastia) de Piotr Steïn : la tante du baron Korf (série TV)
- 2009 : Phonogramme de la passion (Фонограмма страсти) de Nikolaï Lebedev : mère de Vita